# My Blue World
My Blue World – czwarty studyjny album niemieckiego zespołu Bad Boys Blue. Został wydany 10 października 1988 przez Coconut Records. Płytę promowały trzy single: "A World Without You (Michelle)", "Don’t Walk Away, Susanne", and "Lovers In The Sand".

## Lista utworów
1. "A World Without You >Michelle< (Radio Edit)" – 3:32
2. "Don't Leave Me Now" – 6:10
3. "Bad Reputation" – 3:36
4. "Don't Walk Away Suzanne" – 3:50
5. "Love Don't Come Easy" – 3:42
6. "Lovers In The Sand" – 3:46
7. "Till The End Of Time" – 4:22
8. "Lonely Weekend" – 3:38
9. "Rain In My Heart" – 4:12
10. "A World Without You >Michelle< (Classical Mix)" – 3:30